# Jorge Jabour
Jorge Jabour, (Leopoldina, 6 de janeiro de 1905 – Rio de Janeiro, 12 de agosto de 1970) foi um médico, empresário e político brasileiro, que representou o Rio de Janeiro no Congresso Nacional.

## Dados biográficos
Filho de Elias Jabour e Saide Jabour, ambos descendentes de libaneses. Médico formado pela Faculdade de Medicina da Universidade Federal do Rio de Janeiro em 1926 com especialização na Fundação Oswaldo Cruz em 1929. A partir de então fundou a revista médica O Hospital, a Casa de Saúde São Jorge e em 1943 tornou-se diretor e proprietário da Casa de Saúde Dr. Eiras. Membro da Sociedade de Medicina e Cirurgia, foi eleito deputado federal pelo Distrito Federal pela UDN em 1950, não mais vencendo eleições desde então.
Morreu vítima de infarto na capital fluminense.